# National Cup 1980 (hockey su pista)
La National Cup 1980 è stata la 60ª edizione della principale coppa nazionale inglese di hockey su pista. Il trofeo è stato conquistato dal Southsea per la quarta volta nella sua storia.

## Risultati

### Finale
| 28 settembre 1980 | Maidstone | 1 – 6 | Southsea |  |

## Campioni
| Vincitore National Cup 1980 |
| --------------------------- |
| Southsea 4º titolo          |